# Сура (река)
Вижте пояснителната страница за други значения на Сура.
Сура́ (на чувашки: Сăр; на горномарийски: Шур; на ерзянски: Сура лей) е река в Европейска Русия десен приток на Волга. Дължината ѝ е 841 km, която ѝ отрежда 60-о място по дължина сред реките на Русия.
Сура извира от централната част на Приволжкото възвишение на 301 m н.в., на около 1 km североизточно от село Сурские Вершини, Баришки район на Уляновска област и се насочва на запад-югозапад през Приволжкото възвишение. След около 8 km навлиза на територията на Пензенска област, като при град Пенза завива на север-североизток. В този участък долината ѝ е тясна, със сравнително високи брегове. След град Алатир (Чувашия) посоката на течението е предимно северна, долината ѝ се разширява, появяват се множество меандри и старици. Влива се от юг в Чебоксарското водохранилище на река Волга (при нейния 2 064 km), при посьолок Василсурск (Нижегородска област) на 60 m н.в.
Водосборният басейн на Сура обхваща площ от 67 500 km2, което представлява 4,96% от водосборния басейн на река Волга. Във водосборния басейн на реката попадат териториите (или части от териториите) на Република Марий Ел, Република Мордовия, Нижгородска, Пензенска, Саратовска, Уляновска области и Република Чувашия.
Границите на водосборния басейн на реката са следните:
- на изток – водосборните басейни на по-малки реки (Цивил, Свияга, Терешка и др.), вливащи се отдясно в река Волга;
- на юг – водосборния басейн на река Дон;
- на запад – водосборния басейн на река Ока.

Река Сура получава 73 притока с дължина над 20 km, като 9 от тях са дължина над 100 km. По-долу са изброени всичките тези реки, за които е показано на кой километър по течението на реката се вливат, дали са леви (→) или (←), тяхната дължина, площта на водосборния им басейн (в km2) и мястото където се вливат.
- 724 → Кадада 150 / 3620, на 5 km източно от посьолок Чаадаевка, Пензенска област
- 647 → Уза 188 / 5440, в Сурското водохранилище, при посьолок Шемишейка, Пензенска област
- 486 ← Инза 123 / 3230, при посьолок Сура, Пензенска област
- 320 ← Бариш 247 / 5800, при село Баришка Слобода, Уляновска област
- 282 ← Бездна 106 / 1320, при град Алатир, Република Чувашия
- 277 → Алатир 296 / 11 200, при град Алатир, Република Чувашия
- 221 ← Киря 106 / 810, при село Порецкое, Република Чувашия
- 116 → Пяна 436 / 8060, при село Козловка, Нижегородска област
- 72 → Урга 184 / 2560, в Чебоксарското водохранилище, при село Шокино, Нижегородска област

Подхранването на Сура е смесено, като преобладава снежното. Среден годишен отток в устието – 260 m3/s, на 63 km от устието – 253 m3/s (максимален 7240 m3/s, минимален 10,5 m3/s). Пълноводието на реката е през април и май. Замръзва през ноември-декимври, размразява се в края на март или началото на април. След изграждането на Сурското водохранилище над град Пенза оттокът ѝ е значително урегулиран.
По течинето на реката са разположени множество населени места, в т.ч. 5 града:
- Пензенска област – Сурск и Пенза, посьолки Чаадаевка, Лунино и Сура;
- Уляновска област – посьолок Сурское;
- Република Чувашия – Алатир, Шумерля и Ядрин, село Порецкое (районен център);
- Нижегородска област – посьолок Василсурск;

При пълноводие е плавателна до село Болшие Березники (районен център) в Република Мордовия, на 440 km, а регулярно корабоплаване се извършва до село Сара, Уляновска област, на 310 km от устието. Водите ѝ се използват основно за водоснабдяване на околните населени места.